# Peter Rajniak
Peter Rajniak, né le 25 mai 1953 à Palúdzka, en Tchécoslovaquie et mort le 4 février 2000, au Luxembourg, est un joueur et entraîneur slovaque de basket-ball. Il évolue durant sa carrière au poste d'ailier.

## Palmarès
- 3e du championnat d'Europe 1981
- Finaliste du championnat d'Europe 1985